# Saut à la perche féminin aux Jeux olympiques d'été de 2020
Pour des articles plus généraux, voir Athlétisme aux Jeux olympiques d'été de 2020 et Saut à la perche aux Jeux olympiques.
Navigation
Rio 2016 Paris 2024
L'épreuve du saut à la perche féminin aux Jeux olympiques de 2020 se déroule les 2 et 5 août 2021 au Stade olympique national de Tokyo, au Japon.

## Records
Avant cette compétition, les records dans cette discipline étaient les suivants : 
| Record du monde  | Yelena Isinbayeva (RUS) | 5,06 m | Zurich | 28 août 2009 |
| Record olympique | Yelena Isinbayeva (RUS) | 5,05 m | Pékin  | 18 août 2008 |

## Résultats

### Finale
| Rang                                | Athlète                | Pays            | 4,50 | 4,70 | 4,80 | 4,85 | 4,90 | 4,95 | 5,01 | Marque | Notes |
| ----------------------------------- | ---------------------- | --------------- | ---- | ---- | ---- | ---- | ---- | ---- | ---- | ------ | ----- |
| Médaille d'or, Jeux olympiques      | Katie Nageotte         | États-Unis      | xxo  | xo   | o    | o    | xo   | —    | x    | 4,90   |       |
| Médaille d'argent, Jeux olympiques  | Anzhelika Sidorova     | ROC             | o    | o    | o    | o    | xx–  | x    |      | 4,85   |       |
| Médaille de bronze, Jeux olympiques | Holly Bradshaw         | Grande-Bretagne | o    | xo   | xo   | o    | xxx  |      |      | 4,85   |       |
| 4                                   | Katerina Stefanidi     | Grèce           | xxo  | xxo  | xo   | x–   | xx   |      |      | 4,80   | =SB   |
| 5                                   | Maryna Kylypko         | Ukraine         | o    | xxx  |      |      |      |      |      | 4,50   |       |
| 5                                   | Tina Šutej             | Slovénie        | o    | xxx  |      |      |      |      |      | 4,50   |       |
| 5                                   | Wilma Murto            | Finlande        | o    | xxx  |      |      |      |      |      | 4,50   |       |
| 8                                   | Yarisley Silva         | Cuba            | xo   | xxx  |      |      |      |      |      | 4,50   |       |
| 8                                   | Xu Huiqin              | Chine           | xo   | xxx  |      |      |      |      |      | 4,50   |       |
| 8                                   | Nikoleta Kyriakopoulou | Grèce           | xo   | xxx  |      |      |      |      |      | 4,50   |       |
| 8                                   | Robeilys Peinado       | Venezuela       | xo   | xxx  |      |      |      |      |      | 4,50   |       |
| 8                                   | Iryna Zhuk             | Biélorussie     | xo   | xxx  |      |      |      |      |      | 4,50   |       |
| 13                                  | Angelica Bengtsson     | Suède           | xxo  | xxx  |      |      |      |      |      | 4,50   |       |
| —                                   | Morgann LeLeux         | États-Unis      | xxx  |      |      |      |      |      |      |        | NM    |
| —                                   | Anicka Newell          | Canada          | xxx  |      |      |      |      |      |      |        | NM    |

### Qualifications
Qualification : 4,70 m (Q) ou les 12 meilleures performances (q).
| Rang | Groupe | Athlète                | Pays            | 4,25 | 4,40 | 4,55 | Marque | Notes |
| ---- | ------ | ---------------------- | --------------- | ---- | ---- | ---- | ------ | ----- |
| 1    | B      | Holly Bradshaw         | Grande-Bretagne | —    | —    | o    | 4,55   | q     |
| 1    | A      | Nikoleta Kyriakopoulou | Grèce           | o    | o    | o    | 4,55   | q     |
| 1    | A      | Katie Nageotte         | États-Unis      | —    | —    | o    | 4,55   | q     |
| 1    | B      | Anicka Newell          | Canada          | —    | o    | o    | 4,55   | q     |
| 1    | A      | Robeilys Peinado       | Venezuela       | —    | o    | o    | 4,55   | q     |
| 1    | B      | Anzhelika Sidorova     | ROC             | —    | —    | o    | 4,55   | q     |
| 1    | A      | Tina Šutej             | Slovénie        | o    | o    | o    | 4,55   | q     |
| 8    | A      | Wilma Murto            | Finlande        | o    | o    | xo   | 4,55   | q     |
| 8    | B      | Yarisley Silva         | Cuba            | —    | o    | xo   | 4,55   | q     |
| 8    | B      | Katerina Stefanidi     | Grèce           | —    | —    | xo   | 4,55   | q     |
| 8    | A      | Iryna Zhuk             | Biélorussie     | —    | o    | xo   | 4,55   | q     |
| 12   | A      | Angelica Bengtsson     | Suède           | o    | xo   | xo   | 4,55   | q     |
| 13   | B      | Morgann LeLeux         | États-Unis      | —    | o    | xxo  | 4,55   | q     |
| 13   | B      | Xu Huiqin              | Chine           | —    | o    | xxo  | 4,55   | q     |
| 15   | A      | Maryna Kylypko         | Ukraine         | o    | xo   | xxo  | 4,55   | q     |
| 16   | B      | Michaela Meijer        | Suède           | o    | o    | xxx  | 4,40   |       |
| 16   | A      | Sandi Morris           | États-Unis      | —    | o    | xxx  | 4,40   |       |
| 18   | A      | Elisa Molinarolo       | Italie          | xo   | o    | xxx  | 4,40   |       |
| 19   | A      | Eleni-Klaoudia Polak   | Grèce           | xxo  | o    | xxx  | 4,40   |       |
| 20   | B      | Angelica Moser         | Suisse          | —    | xo   | xxx  | 4,40   |       |
| 21   | B      | Yana Hladiychuk        | Ukraine         | xxo  | xo   | xxx  | 4,40   |       |
| 22   | A      | Nina Kennedy           | Australie       | —    | xxo  | xxx  | 4,40   |       |
| 23   | B      | Romana Maláčová        | Tchéquie        | xo   | xxo  | xxx  | 4,40   |       |
| 24   | B      | Roberta Bruni          | Italie          | o    | xxx  |      | 4,25   |       |
| 24   | A      | Andrina Hodel          | Suisse          | o    | xxx  |      | 4,25   |       |
| 24   | B      | Liz Parnov             | Australie       | o    | xxx  |      | 4,25   |       |
| 27   | B      | Fanny Smets            | Belgique        | xo   | xxx  |      | 4,25   |       |
| 27   | B      | Lene Retzius           | Norvège         | xo   | xxx  |      | 4,25   |       |
| —    | A      | Li Ling                | Chine           | —    | —    | xxx  | NM     |       |
| —    | B      | Elina Lampela          | Finlande        | xxx  |      |      | NM     |       |
| —    | A      | Alysha Newman          | Canada          | xxx  |      |      | NM     |       |

## Légende
Records et Performances
- AR : Record continental (area record)
- CR : Record des championnats (championship record)
- MR : Record du meeting (meet record)
- NR : Record national (national record)
- OR : Record olympique (olympic record)
- PR : Record paralympique (paralympic record)
- PB : Record personnel (personal best)
- SB : Meilleure performance personnelle de la saison (season's best)
- WL : Meilleure performance mondiale de l'année (world leader)
- WJR : Record du monde junior (world junior record)
- WR : Record du monde (world record)

Circonstances et Conditions
- DNF : N'a pas terminé (did not finish)
- DNS : N'a pas pris le départ (did not start)
- DQ : Disqualification (disqualification)
- NM : Aucun essai valable enregistré (No Mark)
- Q : Qualifié « directement » au prochain tour (ou à la prochaine compétition), lors d'une compétition majeure, grâce au classement ou à la réalisation des minima (automatic qualifier)
- q : Qualifié au prochain tour (ou à la prochaine compétition), lors d'une compétition majeure, grâce au repêchage ou à la réalisation de l'une des meilleures performances parmi celles des « non qualifiés directement » (grâce au meilleur temps ou à la meilleure distance par exemple) (secondary qualifier)